# Wall Street-attentatet
Wall Street-attentatet (i USA känt som Wall Street bombing) skedde klockan 12:01 den 16 september 1920 i finansdistriktet på Manhattan i New York. Attentatet, utfört med en hästdragen vagn full av explosivt material, tog 38 människoliv och skadade över 400. Attentatet var mer dödligt än attentatet mot Los Angeles Times-byggnaden 1910, som utfördes av bröderna McNamara och ses som ett av de värsta i USA:s historia. Dådet misstänks ha utförts av anhängare till den italienske anarkisten Luigi Galleani.

## Attentatet
Vid middagstid den 16 september körde en hästdragen vagn längs gatan Wall Street i New York City. Gatan var full av folk som var ute i lunchärenden. Vagnen stannade tvärs över gatan från banken J.P. Morgans huvudkontor på 23 Wall Street, finansdistriktets mest trafikerade plats. Inne i vagnen exploderade 45 kilo dynamit med omkring 230 kilo järnskrot med hjälp av en tidsstyrd detonator, som sände ut skrotet i luften med våldsam kraft. Hästen och vagnen blev småbitar, och över 30 människor dog i princip omedelbart.
Attentatets offer var huvudsakligen bud, stenografer, kontorsassistenter och börsmäklare. Det orsakade egendomsskador för över två miljoner dollar, och förstörde större delen av interiören i Morgan-byggnaden.